# Anno europeo delle persone con disabilità
Con decisione del 3 dicembre 2001 il Consiglio dell'Unione europea ha proclamato il 2003 anno europeo delle persone con disabilità con l'obiettivo di:
- sensibilizzare i cittadini sui temi legati alla non discriminazione e all'integrazione
- sostenere azioni concrete per favorire le pari opportunità e l'inclusione sociale
- informare sulle buone prassi a livello locale, nazionale ed europeo
- intensificare la cooperazione tra tutti gli attori delle politiche a favore delle persone con disabilità
- diffondere un'immagine positiva delle persone con disabilità
- promuovere i diritti dei bambini e dei giovani con disabilità ad un pari trattamento nell'insegnamento